# Kvant
 Ovo je glavno značenje pojma Kvant. Za ruski fizičko-matematički časopis za učenike i studente pogledajte Kvant (časopis).
Kvant (od lat. quantum: koliko) je najmanja količina energije koju neki sustav može dobiti ili izgubiti. Prema kvantnoj teoriji, energija se mijenja u kvantima. Pojam je uveo Max Planck 1900. izbjegavajući ultraljubičastu katastrofu u objašnjenju raspodjele energije zračenja crnoga tijela. Pretpostavio je da energija harmoničkog oscilatora može poprimiti samo diskretne (određene) iznose: 
{\displaystyle E=n\cdot h\cdot \nu }
gdje je: n = 0, 1, 2 …, h - Planckova konstanta, ν - frekvencija, h∙ν - minimalni iznos energije za koji se energija oscilatora može promijeniti. Albert Einstein je 1905. pretpostavkom o kvantu energije protumačio fotoelektrični učinak, a Niels Bohr je 1913. objasnio opažene vodikove spektre.

## Kvant energije
Kvant energije najmanja je, nedjeljiva količina energije koju može emitirati ili apsorbirati neki kvantni sustav, to jest neka atomska jezgra, atom ili molekula.
Prije se smatralo da u svim fizičkim pojavama energija prelazi s jednog tijela na drugo kontinuirano, dakle u kojim malim količinama. No dokle god je postojalo to mišljenje, bilo je nemoguće iz zračenja nekog crnog tijela izračunati raspodjelu energije zračenja po pojedinim valnim duljinama. Godine 1900. Max Planck je postavio teoriju kvanta energije. Po toj teoriji, koju su iskustva potpuno potvrdila, atom ne može emitirati odnosno apsorbirati bilo koju količinu energije, već samo točno određeni kvant energije ili višekratnike toga kvanta. Veličinu jednog kvanta energije određena je frekvencijom ν i konstantom h, koju je odredio Planck, pa se zove Planckova konstanta. Ona iznosi:
{\displaystyle h=\,\,\,6,626\ 0693\cdot 10^{-34}\ {\mbox{J}}\cdot {\mbox{s}}\,\,\,=\,\,\,4,135\ 667\ 43\cdot 10^{-15}\ {\mbox{eV}}\cdot {\mbox{s}}}
Prema tome je energija jednog kvanta:
{\displaystyle E_{k}=h\cdot \nu }
Kvanti energije jedne određene svjetlosti, to jest svjetlosti određene duljine vala, svi su međusobno jednaki, ali kvanti energije svjetlosti različitih valjnih duljina međusobno su različiti. Kvant energije je to veći što je manja valna duljina, odnosno veća frekvencija svjetlosti. Iz toga proizlazi da su kvanti energije ljubičaste svjetlosti dvaput veći ili snažniji od kvanta energije crvene svjetlosti.

## Kvant svjetlosti
Kvant svjetlosti najmanji je iznos energije koji se može prenijeti elektromagnetskim zračenjem, to jest foton ili svjetlosni kvant.

## Kvant električnog naboja
Kvant električnog naboja je elementarni električni naboj. Elementarni električni naboj (oznaka e) je fizikalna konstanta koja je apsolutna vrijednost električnoga naboja elektrona, odnosno protona. Električni naboj elektrona prvi je izmjerio R. A. Millikan 1909. Prema suvremenim mjerenjima iznosi 1,602 176 565 · 10–19 C. Električni naboj u prirodi je kvantiziran, to jest može se pojaviti samo u višekratnicima (…, –1, 0, 1, …) od e. Iznimka su kvarkovi, elementarne čestice trećinskih naboja, no oni ne mogu biti slobodni.

## Kvant energije titranja
Kvant energije titranja u čvrstom tijelu je fonon.